# Miß Harriet

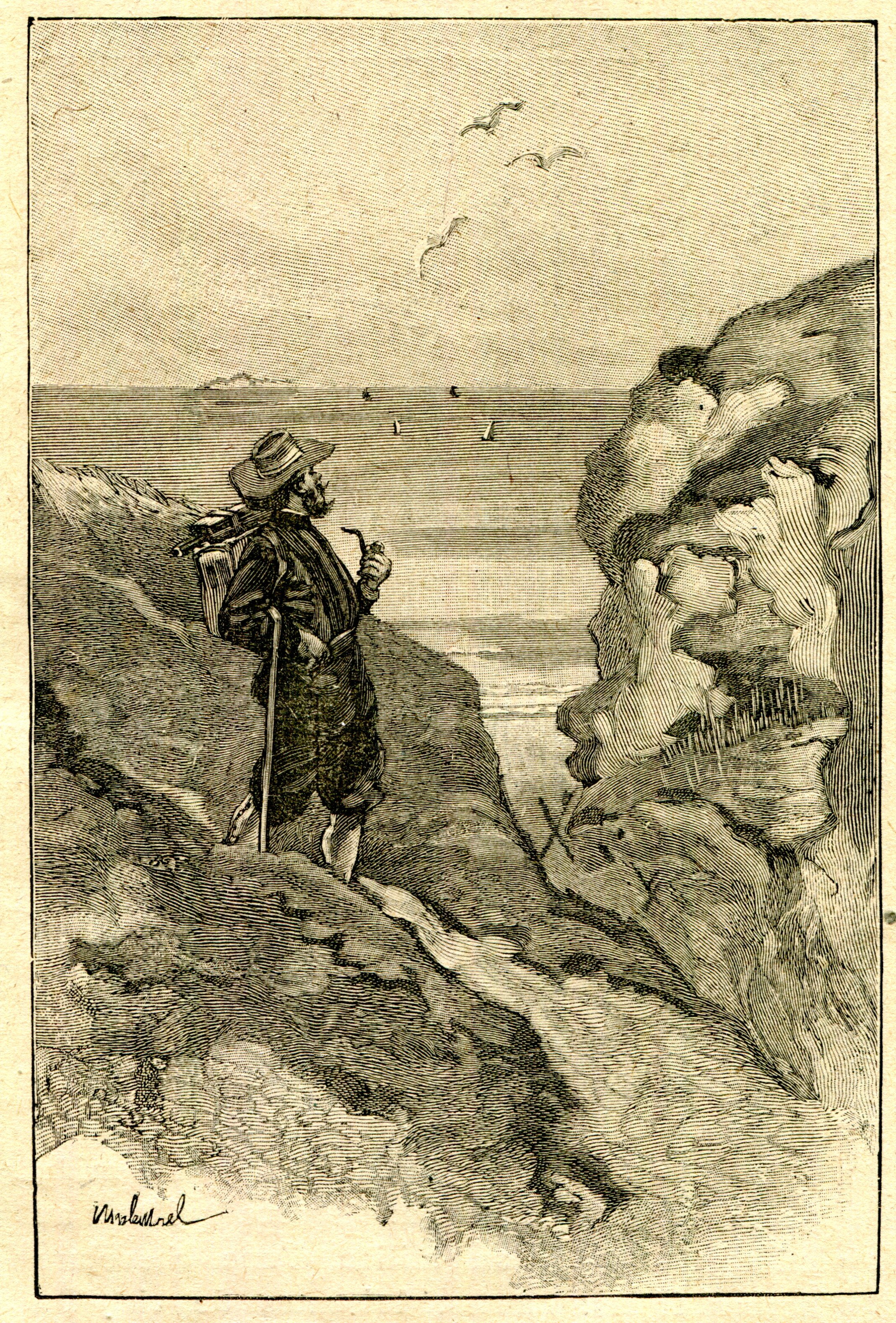
Illustration

Miß Harriet (franz. Miss Harriet, Erstveröffentlichung u. d. T. Miss Hastings) ist eine Novelle von Guy de Maupassant. Sie erschien erstmals am 9. Juli 1883 in Le Gaulois.

## Handlung
Der alte Maler León Chenal reist mit sechs Gefährten, um die Ruinen von Tancarville zu besichtigen. Bei einer Pause berichtet er von der tragischsten Liebesgeschichte seines Lebens. In seiner Jugend war er in einer Herberge abgestiegen, um die Natur zu studieren. Ein weiterer Gast war eine ältere Engländerin, Miß Harriet, die dort den Winter zuzubringen gedachte. Sie war eine alte Jungfer und tief religiös, verhielt sich sehr zurückhaltend, nahm ihre Mahlzeiten schnell ein, ohne dabei mit jemandem zu sprechen, und las viel in ihren protestantischen Büchern. Einmal zeigte der Maler ein Bild herum, das ihm besonders gut gelungen war. Miß Harriet gefiel das Bild, und die beiden wurden Freunde. Eines Tages, als die beiden sich begegneten, weinte und zitterte Miß Harriet. Dann lief sie davon. Chenal erkannte, dass sie ihn liebte. Abends teilte er den Wirtsleuten mit, dass er am nächsten Morgen abreisen werde. In der Nacht küsste er am Hühnerstall die Bedienstete Céleste. Miß Harriet, die keinen Schlaf fand, wurde Zeugin des Geschehens. Am nächsten Morgen wurde die Engländerin vermisst. Chenal schickte Céleste zum Brunnen, um ihm Wasser zu holen. Diese stellte fest, dass etwas im Brunnen steckt. Man zog die Leiche von Miß Harriet heraus. Sie hatte sich aus Liebeskummer hineingestürzt.